# Diamanti grezzi (singolo)
Diamanti grezzi è un singolo della cantautrice italiana Clara, pubblicato il 7 febbraio 2024 come quarto estratto dal primo album in studio Primo.
Il brano è stato presentato in gara durante la 74ª edizione del Festival di Sanremo, dove si è classificato al ventiquattresimo posto al termine della manifestazione.

## Antefatti e descrizione
Nel novembre 2023, Clara è stata annunciata tra i nomi dei dodici finalisti di Sanremo Giovani 2023 con il brano Boulevard. Nella serata del 19 dicembre 2023 ne è risultata vincitrice, accedendo di diritto al Festival di Sanremo 2024.
Il brano, scritto dalla stessa cantautrice con Alessandro La Cava e Francesco Micarelli, è prodotto da Francesco Catitti, in arte Katoo, e ha segnato la prima partecipazione dell'artista al Festival di Sanremo.

## Video musicale
Il video musicale, diretto da Attilio Cusani, è stato pubblicato in concomitanza all'uscita del brano attraverso il canale YouTube della cantautrice.

## Tracce
Testi di Clara Soccini, Alessandro La Cava e Francesco Micarelli, musiche di Clara Soccini, Alessandro La Cava e Francesco Catitti.
1. Diamanti grezzi – 3:12

## Classifiche

### Classifiche settimanali
| Classifica (2024) | Posizione massima |
| ----------------- | ----------------- |
| Italia            | 12                |

### Classifiche di fine anno
| Classifica (2024) | Posizione |
| ----------------- | --------- |
| Italia            | 53        |